# ローレンツ・ハイスター

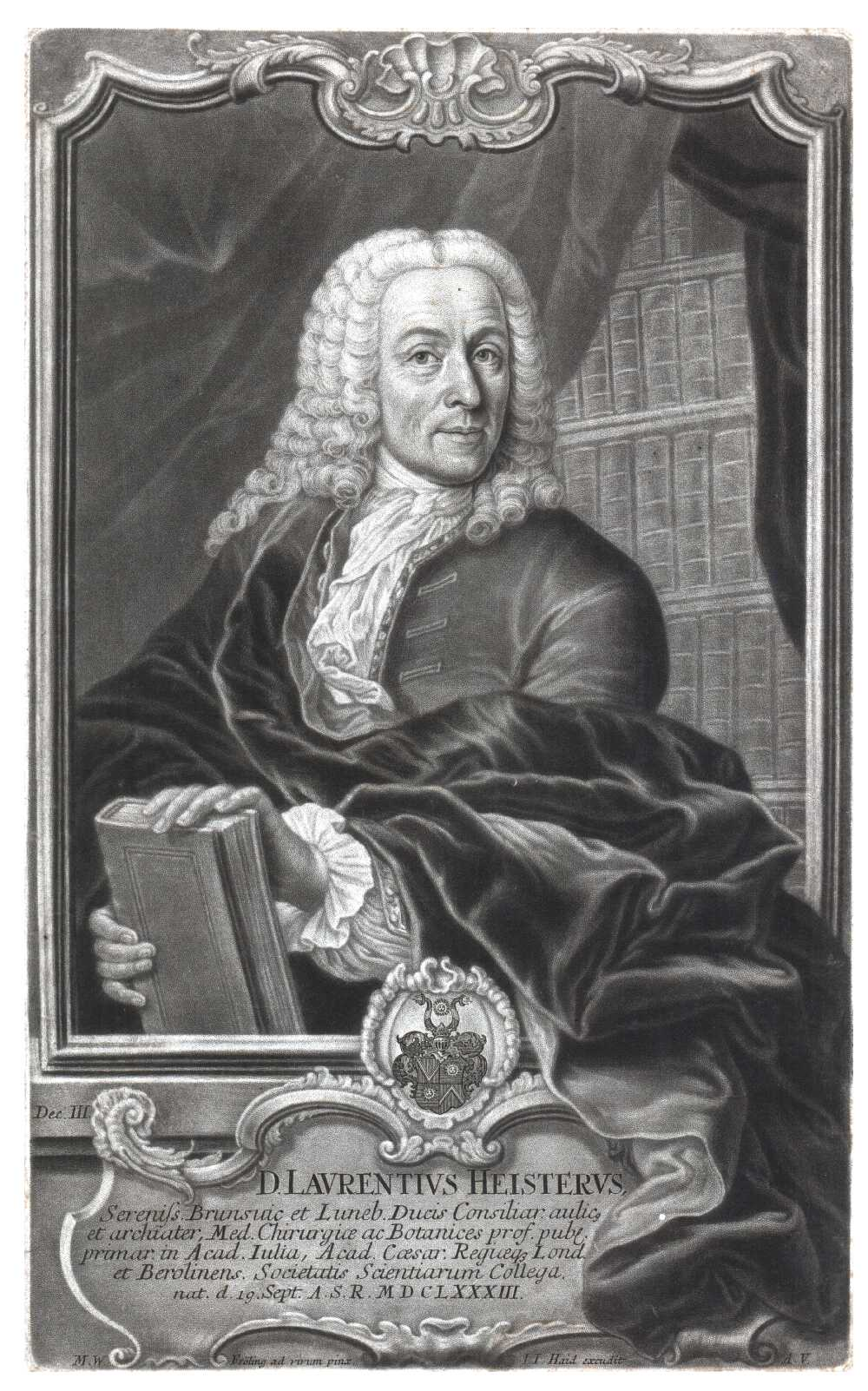
ローレンツ・ハイスター

ローレンツ・ハイスター（Lorenz Heister, ラテン名: Laurentius Heister, 1683年9月19日 - 1758年4月18日）は、ドイツの解剖学者、外科医、植物学者である。姓は「ハイステル」とも表記される。彼による外科の教科書は江戸時代の日本にも伝わり、杉田玄白・大槻玄沢によって翻訳された。

## 経歴
フランクフルト・アム・マインに生まれた。1702年から1706年の間ギーセン大学で学んだ後、アムステルダムに移り、フレデリクス・ルイシのもとで解剖学を学んだ。1707年の夏、スペイン継承戦争中は、ブリュッセルおよびヘントの野戦病院で医師助手を務めた。その後ライデンに赴き、ベルンハルト・ジークフリート・アルビヌスやホーヴェルト・ビドロー (Govert Bidloo) のもとで解剖学を学び、ヘルマン・ブールハーフェの講義を受けた。ハルデルウェイク大学で博士号を受け、1709年の夏には、フランス・イギリス・ネーデルラント連邦共和国の戦いのトゥルネーの包囲戦に、野戦外科医としてオランダ軍に従軍した。マルプラケの戦いでは負傷し、自ら治療した。
1711年にニュルンベルク近郊アルトドルフのアルトドルフ大学の解剖学の教授に任じられた。着任前にはイギリスのケンブリッジとオックスフォードを訪れ、この時にアイザック・ニュートンの知己を得た。1722年からヘルムシュテット大学の解剖学と外科の教授となり、後半生はその職を続けた。植物学や臨床医学の授業も行った。1730年には王立協会の会員に選出された。
多くの著作を残したが、特に外科に関する著書 Chirurgie はいくつかの言語に翻訳された。江戸期の日本に伝わったものを玄白が入手し、その内容に感動した玄白は玄沢とともに翻訳にとりかかった。玄白が序章を訳し、玄沢により『瘍医新書』として刊行された。またウィーンでは1830年代末まで教科書として用いられた。
住居のあるヘルムシュテットから20 kmほど離れたボルヌム・アム・エルム（現在のニーダーザクセン州ケーニヒスルッター・アム・エルムの一部）へ患者の手術に向かう途中で病に倒れ、ボルヌム・アム・エルムで死去した。
ボロボロノキ科の属名、Heisteria Jacq.に献名されている。また胆嚢管が螺旋状になった部位「ハイステル弁」はハイスターに由来するものである。

## 日本への影響
ハイスターの名前が日本で宣伝に利用されていたとみられる例がある。健寿堂が販売した売薬「ウルユス」や観生堂が販売した売薬「ホルトス」の能書きに「オランダ人のヘーストル（ヘーステル）の処方を用いた」という旨の記述がみられ、このヘーストル（ヘーステル）とはハイスターを指すという説が有力である。

## 著作
- Compendium anatomicum, initially published in 1721, 10 editions overall.
- Chirurgie, initially published in 1739, 15 editions overall.
- Institutiones chirurgicae, 1749.